# Martin N. Wilson
Martin N. Wilson (* 1939 in  Doncaster) ist ein britischer Physiker, der sich mit Teilchenbeschleunigern beschäftigt, insbesondere mit supraleitenden Bauteilen für Beschleuniger.

## Leben
Wilson war der Sohn eines Bankangestellten und einer Schullehrerin. Er studierte an der Universität Manchester und ging danach – ohne zu promovieren (erst viel später erhielt er aufgrund seiner veröffentlichten Arbeiten einen D. Sc. in Manchester) – in die britische Kernreaktorforschung (UK Atomic Energy Commission), wo er an gasgekühlten Reaktoren arbeitete. In den 1960er Jahren schloss er sich einer Forschungsgruppe um Peter Smith des Rutherford Appleton Laboratory bei Harwell an, die supraleitende Magnete für Teilchenbeschleuniger entwickelte. Um die verschiedenen Verlustmechanismen (Fluss-Sprünge, Hysteresisverluste) bei der Verwendung im Synchrotron zu überwinden, entwickelten sie Leiter in Form dünner supraleitender Fasern in einer Kupfer-Matrix, die zopfartig verwoben sind (Rutherford Cable). Wilson wurde im Labor Leiter der Applied Superconductivity Group. Ihre Leiter bildeten die Grundlage der später in Teilchenbeschleunigern verwendeten supraleitenden Kabel.
Später ging er als Development Manager zu Oxford Instruments, wo er die ersten großen Solenoide für Magnetresonanztomographie (MRI) entwickelte. Außerdem entwickelte er kompakte Beschleuniger für die Industrie wie Helios für die Röntgenstrahlithographie in der Halbleiterindustrie oder Oscar, ein Zyklotron für die Positronen-Emissions-Tomographie in der Medizin. Später beschäftigt er sich bei Oxford Instruments mit Hochtemperatursupraleitern. Er war auch während seiner Zeit bei Oxford Instruments zwei Jahre am CERN.
1989 erhielt er den Robert R. Wilson Prize.
Sein Bruder ist Professor für Astronomie.

## Schriften
- Superconducting Magnets, Oxford University Press 1983, 2002